# Olivijn (restaurant)
Restaurant Olivijn van Menno Post werd geopend in juli 2018. In de Michelingids van 2019 werd Olivijn onderscheiden met een Michelinster.

## Geschiedenis
De eetgelegenheid is gevestigd in Haarlem in de Kleine Houtstraat in een monumentaal pand dat stamt uit de 16e eeuw. Het pand was eerst een klooster van de Lazaristen, nadien ook in de 16e eeuw de locatie van Bank van Lening. In het pand was van 2009 tot begin 2018 het restaurant ML gevestigd.